# The Forever Purge
The Forever Purge (La purga por siempre en Hispanoamérica y La Purga: Infinita en España) es una película de terror y acción estadounidense de 2021. Es la quinta película de la franquicia The Purge, y es una secuela directa de The Purge: Election Year de 2016. Fue dirigida por Everardo Valerio Gout y escrita por el creador de la franquicia James DeMonaco, quien también produjo junto con Jason Blum y Michael Bay. Protagonizada por Ana de la Reguera, Ténoch Huerta, Josh Lucas, Cassidy Freeman, Leven Rambin, Alejandro Edda y Will Patton, cuenta cómo un grupo de ganaderos tiene que huir después de que mucha gente continúe cometiendo crímenes después de que haya finalizado la Purga.
El estreno de la película fue retrasado originalmente en julio de 2020 debido a la pandemia de COVID-19, The Forever Purge fue estrenada en cines bajo la distribución de Universal Pictures el 1 de julio de 2021. Al igual que las anteriores películas de la franquicia, la película recibió críticas mixtas de los críticos.

## Argumento
En 2048, ocho años después de la elección presidencial de Charlene Roan, los Nuevos Padres Fundadores de América (NFFA) han recuperado el control del gobierno de los Estados Unidos y restablecieron la Purga anual con sus reglas originales. La supremacía racial y el nativismo han aumentado en todo el país después de su reelección, y muchos fuera del partido gobernante temen que la próxima Purga inflija al país más daños de los que la NFFA pueda controlar. La pareja migrante casada Juan y Adela cruzan ilegalmente la frontera hacia Texas para escapar de un cartel de la droga mexicano y construir una nueva vida, con Juan trabajando como peón en el rancho de la familia Tucker, mientras Adela comienza a trabajar cerca de Austin.
Diez meses después, en vísperas de la próxima Purga anual, Juan y Adela se unen a una comunidad de migrantes detrás de un santuario amurallado con seguridad armada para protegerlos. Cuando comienza la Purga, Adela es testigo de un grupo de Purgadores nacionalista, que se declara a sí mismo como una "Fuerza de Purificadores de la Purga" (PPF), que tiene la intención de matar a aquellas personas que consideran no estadounidenses. El grupo pasa sin hostilidad y la comunidad migrante sobrevive a la Purga sin incidentes. Al llegar la mañana, Juan y Adela regresan a sus trabajos, pero ambos notan que muchos de sus compañeros de trabajo no se presentaron a trabajar. Poco después, Adela es atacada por dos Purgadores, pero su jefe Darius la rescata antes de que ambos sean arrestados por la policía por matar a sus atacantes.
Mientras tanto, Juan y su compañero de trabajo TT descubren que la familia Tucker ha sido tomada como rehén por sus granjeros, quienes se revelan a sí mismos como Purgadores, con la intención de tomar el rancho para ellos. El dueño del rancho, Caleb Tucker, se sacrifica y distrae a los Purgadores el tiempo suficiente para que Juan y TT rescaten a su hijo Dylan, la esposa embarazada de Dylan, Cassie, y su hermana Harper, quienes les ofrecen llevarlos a buscar a Adela. Las noticias nacionales luchan por comprender por qué los civiles continúan celebrando la Purga después de su final. El grupo rescata a Adela y Darius después de que la camioneta de la policía que los transportaba sea emboscada por más purgadores. Darius se queda atrás para buscar a su familia mientras los demás escapan de una ciudad de Austin en llamas. En una gasolinera, escuchan noticias sobre caos, asesinatos y destrucción en los cincuenta estados de Estados Unidos. con los servicios de emergencia locales abrumados, en un evento descrito como la "Purga por siempre". Para proteger a los civiles no purgadores, Canadá y México han abierto durante las próximas seis horas sus fronteras, que pasado ese lapso de tiempo se cerrarán indefinidamente y se les negará la entrada a cualquiera que intente cruzarlas. El grupo decide escapar a través de la frontera mexicana a través de El Paso.
Para cuando el grupo llega a un caótico El Paso, la NFFA ha condenado la "Purga por Siempre" después de que sus políticos y representantes son atacados, e invoca la ley marcial en todo Estados Unidos en un esfuerzo por contener la violencia. Luchando en El Paso la cual es escenario de una batalla entre Purgadores y Fuerzas del Ejército Estadounidense acompañados por tanques M1 Abrams, Adela y Cassie se separan del grupo por las fuerzas militares, mientras que Juan, TT, Dylan y Harper son capturados por el PPF, con su líder (conocido como "Alpha") ofreciendo a Dylan y Harper la oportunidad de vivir si matan a TT y Juan. Cuando se niegan, los Purgadores asesinan a TT antes de que intervenga el ejército, lo que permite que el grupo escape. Sin embargo, los militares se ven obligados a retirarse cuando su base es destruida por más Purgadores. En respuesta, el gobierno de México anuncia el cierre anticipado de su frontera en Ciudad Juárez con El Paso, dejando a quienes intentaron cruzarla vulnerables a los Purgadores.
En el centro, Adela protege a Cassie de otros Purgadores, revelando que ella y Juan habían sido miembros de grupos de autodefensa que los entrenaron para luchar contra los cárteles de la droga mexicanos antes de que llegaran a Estados Unidos. Todos los supervivientes se reúnen en una casa segura oculta dirigida por una tribu de nativos americanos cercana. Su líder ofrece transportar a todos a través de la frontera como refugiados. Con el PPF persiguiéndolos, Juan, Adela y Dylan se quedan atrás con otros sobrevivientes para dar tiempo a que los otros refugiados escapen. Ambos grupos se involucran en un tiroteo hasta que se les acaba la munición y los atraen en una pelea cuerpo a cuerpo con armas de mano. En la batalla que sigue, los Purgadores mueren y Alpha toma como rehén a Adela. Sin embargo, Juan y Dylan trabajan juntos para someter y matar a Alpha, salvando a Adela. El trío se reúne con los demás en un campo de refugiados al otro lado de la frontera mexicana, donde Dylan encuentra a Harper y Cassie. Este último revela que ella había dado a luz durante su tiempo separados.
Con todo el país en llamas, se culpa y se disuelve a la NFFA por la violencia prolongada. Los informes noticiosos indican que más de dos millones de estadounidenses habían cruzado las fronteras de Canadá y México como refugiados, mientras que otros se habían reunido para luchar contra los Purgadores de la "Purga por Siempre". Al final se nos muestra una vista aérea de El Paso y una vista satelital de unos Estados Unidos en llamas.

## Reparto
- Ana de la Reguera como Adela
- Tenoch Huerta como Juan
- Josh Lucas como Dylan Tucker
- Cassidy Freeman como Cassie Tucker
- Leven Rambin como Harper Tucker
- Alejandro Edda como TT
- Will Patton como Caleb Tucker
- Sammi Rotibi como Darius
- Jeffrey Doornbos como Elijah "Alpha" Hardin
- Susie Abromeit como Sra. Hardin
- Zahn McClarnon como Chiago
- Veronica Falcón como Lydia
- Will Brittain como Kirk
- Gregory Zaragoza como Jefe Tribu

## Producción
En octubre de 2018, James DeMonaco, creador de la franquicia Purge, dijo que podría hacer el guion para otra película y que pensó que podría ser un «final realmente genial» para la franquicia.
En mayo de 2019, Universal Pictures anunció el desarrollo de la película sin título. DeMonaco será el encargado de hacer el guion, así como la producción de la película con Sébastien K. Lemercier a través de su empresa  Man in a Tree Productions. Jason Blum también produciría a través de Blumhouse Productions, y Michael Bay, Brad Fuller y Andrew Form serían los encargados de la producción a través de Platinum Dunes. La película es la quinta y última entrega de toda la franquicia, y es una secuela directa de The Purge: Election Year. En agosto de 2019, se anunció que la película sería dirigida por Everardo Gout, quien fue contratado con base en su trabajo como director de varios episodios de la serie de 2016 Mars de National Geographic.

### Casting
En octubre de 2019 se anunció que Ana de la Reguera formaría parte del elenco de la película. En noviembre de 2019, Tenoch Huerta fue elegido como el protagonista masculino. Más tarde, ese mes, se anunció que Will Patton y Cassidy Freeman habían sido elegidos para el elenco de la película. En enero de 2020, se reportó que Leven Rambin se unió al elenco de la película. También se reportó que Josh Lucas sería parte del elenco de la película.

### Filmación
En julio de 2019, se anunció que la película se filmaría en California. La Comisión de Cine de California le otorgó cerca de 6.5 millones de dólares en créditos de impuestos y es la segunda película de la franquicia en recibir créditos de California, después de The Purge: Anarchy. La producción estaba lista para comenzar en noviembre de 2019, con 25 días de filmación en el condado de San Diego.
Los días 10 y 11 de noviembre, la filmación tuvo lugar en el centro de Pomona, en un bloque de escaparates transformados en negocios ficticios, incluyendo una taberna y una tienda de armas de fuego. La semana siguiente, la filmación tuvo lugar en un teatro y un puesto de la Legión Estadounidense en Ontario. El director de fotografía Luis Sansans filmó la película con cámaras Arri Alexa Mini LF y lentes de gran formato Camtec Falcon.
La filmación terminó en febrero de 2020.

### Música
La banda sonora de la película fue compuesta por The Newton Brothers.

## Estreno
En abril de 2020, se dio a conocer el título de la película como The Forever Purge. La película estaba programada originalmente para estrenarse en cines en los Estados Unidos bajo la distribución de Universal Pictures el 10 de julio de 2020. El 15 de mayo de 2020, su estreno se retrasó indefinidamente por la pandemia de la COVID-19. El 8 de julio de 2020, se informó que la película había sido reprogramada para estrenarse el 9 de julio de 2021. El 9 de abril de 2021, se informó que el estreno en los Estados Unidos de la película se adelantó una semana, el 2 de julio.

## Recepción

### Taquilla
En los Estados Unidos y Canadá, The Forever Purge se estrenó junto con The Boss Baby: Family Business, y se proyecta que recaude cerca de 10 millones de dólares en 3.051 salas de cine en su primer fin de semana de estreno. La película ganó 5.4 millones de dólares en su primer día, incluidos 1.3 millones de dólares de los avances de la noche del jueves, la cantidad más baja de la franquicia.

### Respuesta crítica
En el sitio web Rotten Tomatoes, la película tiene una calificación de aprobación del 45% basada en 95 reseñas, con una calificación promedio de 5.1/10. El consenso del sitio afirma: «The Forever Purge falla completamente con sus temas más terriblemente oportunos, pero la franquicia sigue siendo en gran medida, aunque francamente, efectiva».  En Metacritic, la película tiene una puntuación promedio de 54 sobre 100, basado en 29 reseñas, indicando «críticas mixtas o promedio». Las audiencias encuestadas por CinemaScore dieron a la película una calificación promedio de «B–» en una escala de A+ a F, mientras que PostTrak informó que el 72% de los miembros de la audiencia le dieron una calificación positiva, con el 53% diciendo que definitivamente la recomendarían.
Nick Allen de The Playlist dio a la película una calificación de 'D+', escribiendo que 'tiene el parecido a una película televisiva barata' y que 'muestra todo esto hace que estas películas sea un experimento fallido en la explotación exitosa'.

## Secuela
A pesar de que James DeMonaco declaró que The Forever Purge sería la última de la franquicia, En septiembre del 2021 se anunció que una secuela estaba en desarrollo. Se anunció que Frank Grillo, quién Interpretó a Leo Barnes en The Purge: Anarchy y The Purge: Election Year regresará en esta película. La secuela transcurrirá unos 10 o 15 años después de los eventos de The Forever Purge.